# Hagström & Ekman
| Georg Hagström och Frithiof Ekman |  | Georg Hagström och Frithiof Ekman |
| Georg Hagström och Frithiof Ekman |  |                                   |

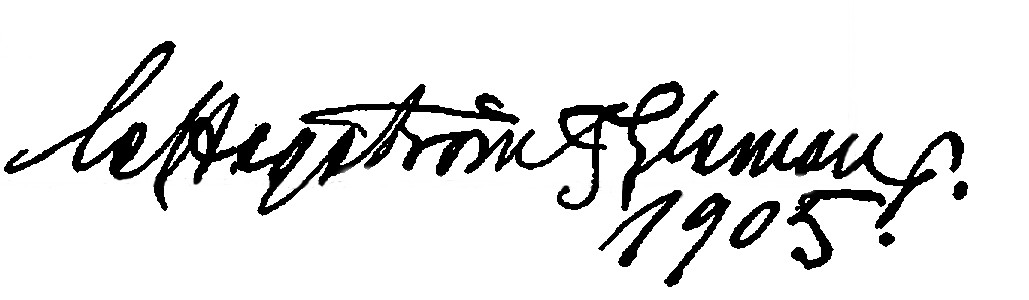
Hagström & Ekman, signatur, 1905.

Hagström & Ekman var ett ledande arkitektkontor i Stockholm som var verksamt 1898-1918. Kontoret drevs av Frithiof Ekman (som lämnade firman 1917) och Georg Theodor Hagström. Efter Hagströms död övertogs firman av två anställda och drevs under namnet Bocander & Cronvall till 1940-talet. Firman var känd för sina nationalromantiska och jugendinspirerade palatsliknande byggnader och de skapade en rad storslagna hus som fortfarande sticker ut i den Stockholmska stadsbilden, däribland palatsen i början av Strandvägen.

Ekman var ansvarig för husens yttre formgivning och Hagström för planlösningen.
Särskilda kännetecken för kontorets byggnader är ofta de extra vindsvåningar, som ligger inpressade under takfoten liksom de buktande burspråken och balkongerna med smidesräcken.

## Arkitekterna

### Hagström
Georg Theodor Hagström föddes i Älghult i Småland 1866 och utbildade sig på Kungliga tekniska högskolan 1887–1891 och på Konstakademien 1887–1894. Därefter följde en studieresa till Tyskland och Italien 1896. Åren 1895–1897 arbetade han på Agi Lindgrens arkitektkontor. Georg Hagström avled i augusti 1918.

### Ekman
Per Frithiof Laurentius Ekman var född i Gnarp i Hälsingland 1871. Han påbörjade sin utbildning vid Uppsala universitet mellan 1890 och 1892  för att därefter läsa vid den Tekniska högskolan fram till och med 1893. Därefter företog han studieresor till bland annat Belgien, Frankrike, England Italien och Tyskland. 1896 började han, liksom Hagström, att arbeta för Agi Lindgren. Parallellt med detta fortsatte han att studera på Konstakademin fram till 1899

## Byggnader

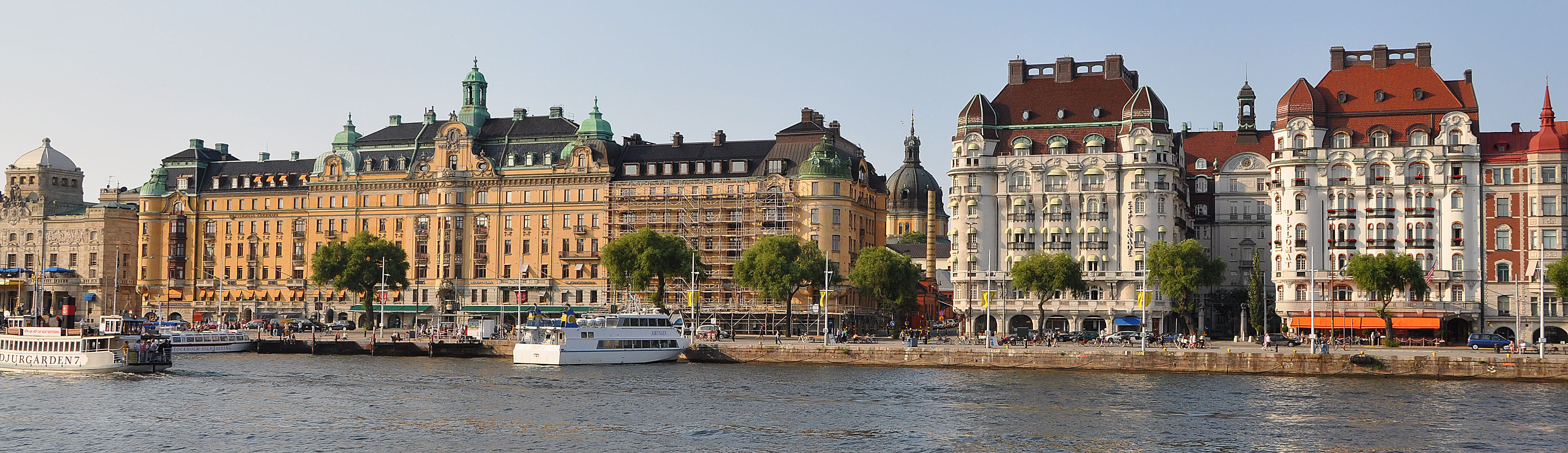
Kvarteret Bodarna och Strandvägen 7.

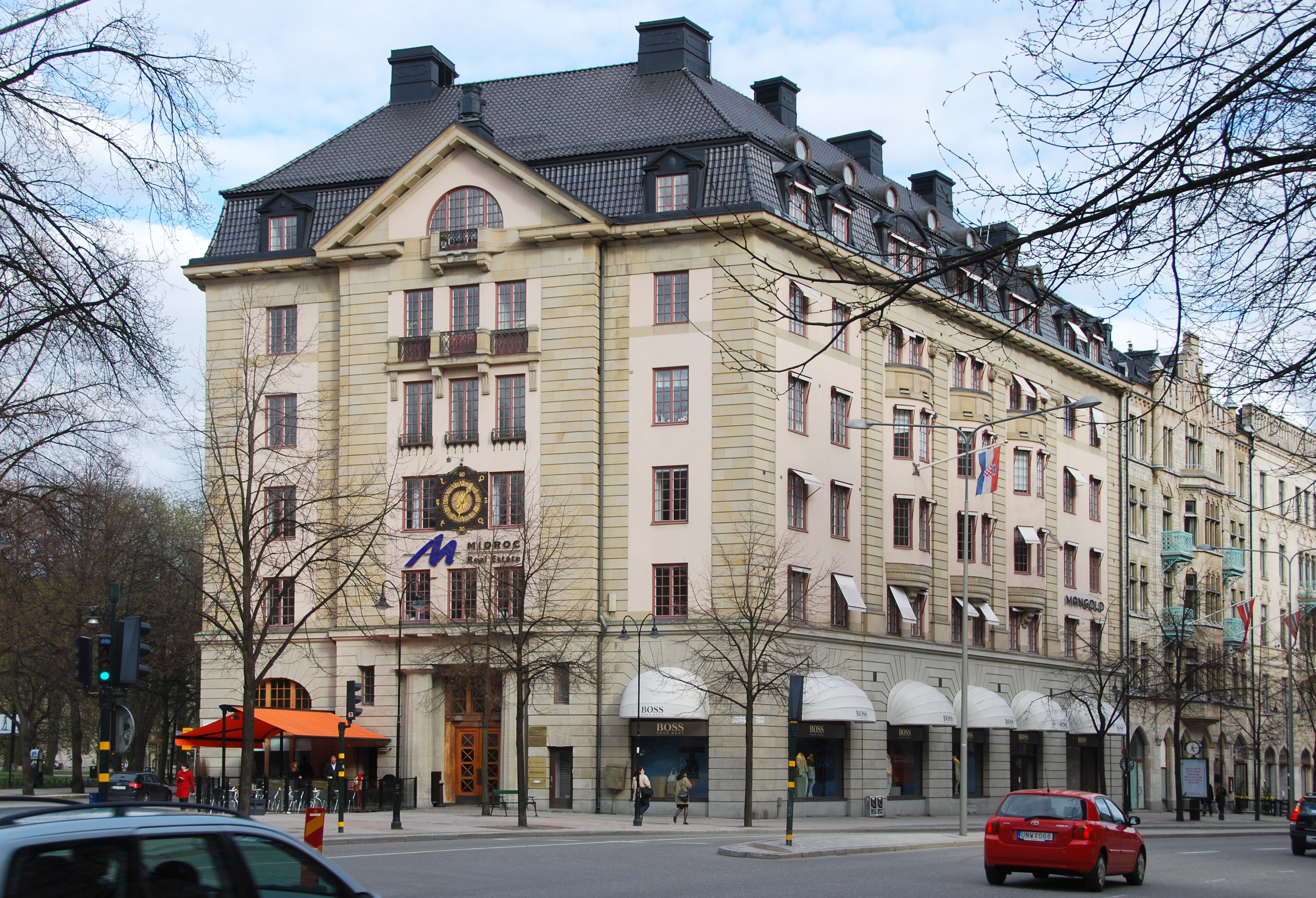
Engelbrektsplan 2

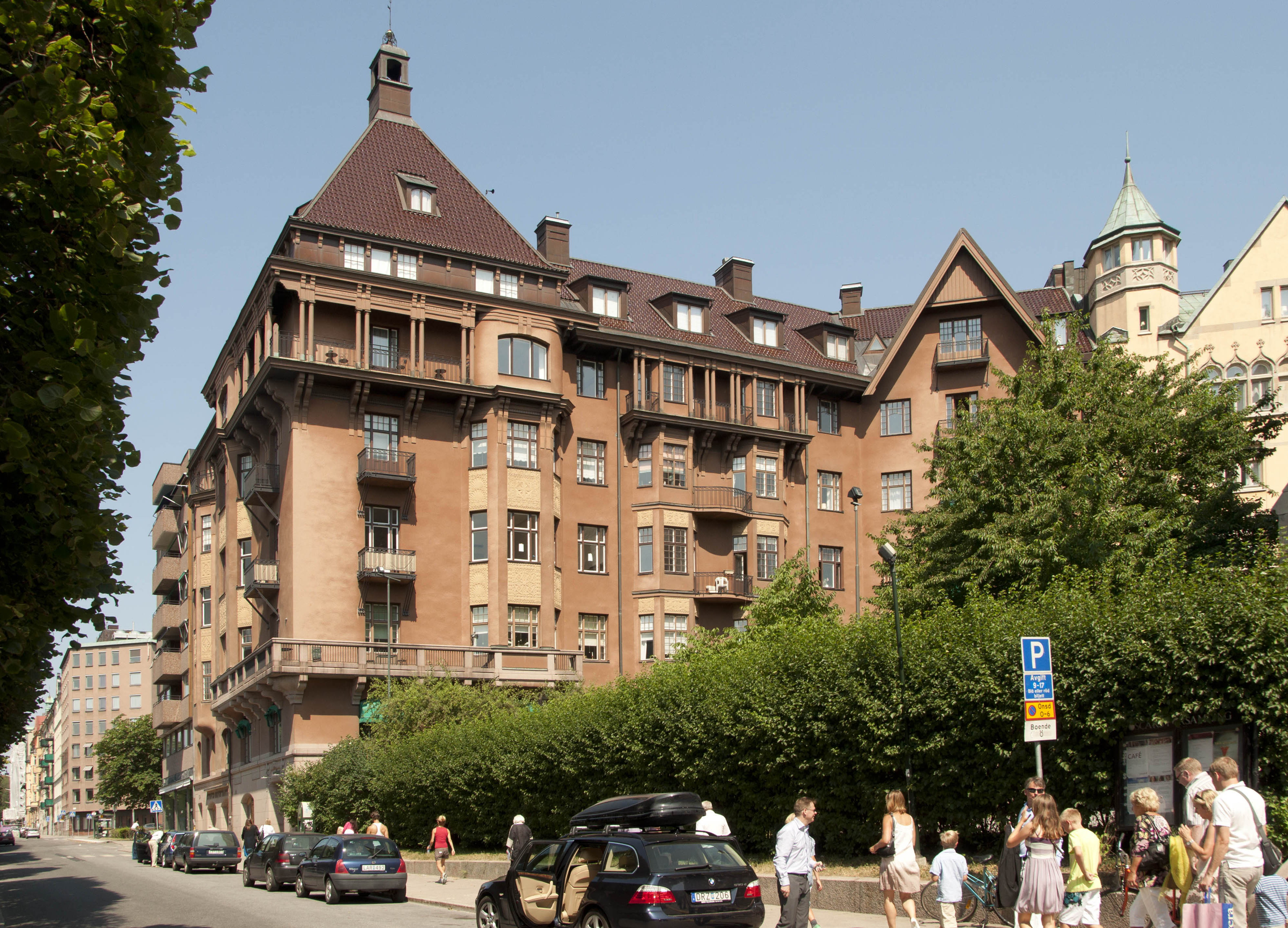
Stallmästaren 4 Narvavägen 8.

Hagström & Ekman var ett av de mest produktiva kontoren kring sekelskiftet, totalt ritade de 144 hus i Stockholm (överträffat bara av Dorph & Höög). Bland kontorets verk finns en rad storslagna byggnader i Stockholm, varav lejonparten på Östermalm. Byggnaderna utmärks av en hög konstnärlig klass och dess äkta material. Huskropparna är ofta rikt artikulerade, med burspråk och hängtorn, och kraftiga takvolymer i glaserat tegel eller koppar. Bottenvåningen och portaler är företrädesvis i huggen natursten, medan de slätputsade delarna är ljusa och dekorerade. Byggnaderna pryds ofta av dekorativa svarta smidesbalkonger.
Bland de tidigare verken finns Birger Jarlsgatan 18 (Sperlingens Backe 62) från 1899 med en utpräglad barockfasad och Birger Jarlsgatan 15 (Pumpstocken 12) från 1900 med inspiration från Venedigs arkitektur samt Kvarteret Bodarna på Strandvägen 1–5 uppfört 1902–1904. Andra verk är bostadshuset på Drottninggatan där August Strindberg bodde, Blå tornet, Skeppsbron 18 i Gamla stan och den pampiga jugendbyggnaden på Strandvägen 7 samt SAF-huset på Blasieholmen.
Man ritade även Sveriges första kollektivhus Hemgården. Bland kontorets byggnader fanns också flera biografer, bland andra Palladium på Kungsgatan i Stockholm och Sibyllan som låg i det pampiga jugendhuset i korsningen Almlöfsgatan/Nybrogatan i kvarteret bakom Dramaten. Idag inrymmer den gamla biografen Dramatens lilla scen. Arkitektkontoret ritade ett flertal skolor i Stockholm bland andra Whitlockska samskolan och Detthowska skolan och hade också en stor verksamhet i landsorten, där man bland annat har ritat Nässjö stadskyrka samt läroverk i Skellefteå, Karlstad, Hudiksvall, Lund och Nyköping.

## Förteckning över uppförda byggnader i Stockholm (urval)
| Bild | Fastighet                | Gata                                 | Bygglov                                             |
| ---- | ------------------------ | ------------------------------------ | --------------------------------------------------- |
|      | Baggen 19                | Surbrunnsgatan 28                    | 1905                                                |
|      | Bananen 2 & 3            | Hantverkargatan 10–12                | 1910                                                |
|      | Bergsfallet 7            | Bergsgatan 57                        | 1905                                                |
|      | Blasieholmen 50          | Hovslagargatan 3                     | 1909                                                |
|      | Blasieholmen 51          | Södra Blasieholmshamnen 4            | 1909                                                |
|      | Bodarne 10, 11, 14       | Strandvägen 1, 3, 5A & 5B            | 1902                                                |
|      | Boken 5                  | Kungsgatan 59                        | 1906 (genomgripande ombyggnad)                      |
|      | Degeln 3                 | Karlbergsvägen 41                    | 1917                                                |
|      | Diana 1                  | Skeppsbron 18                        | 1909                                                |
|      | Fanan 26, 27             | Narvavägen 30, 32                    | 1905                                                |
|      | Flöjtblåsaren 7          | Norrtullsgatan 29                    | 1905                                                |
|      | Gjutaren 25              | Rörstrandsgatan 2                    | 1914                                                |
|      | Gjutaren 26              | Rörstrandsgatan 4                    | 1914                                                |
|      | Gjutaren 27              | Rörstrandsgatan 6                    | 1914                                                |
|      | Gnistan 3                | Grevgatan 59                         | 1905 (gårdshus + genomgripande ombyggnad av gathus) |
|      | Gnistan 4                | Grevgatan 57                         | 1905 (gårdshus + genomgripande ombyggnad av gathus) |
|      | Gnistan 5                | Grevgatan 55, Kommendörsgatan 35     | 1906                                                |
|      | Granen 10                | Villagatan 18                        | 1903                                                |
|      | Granen 19                | Villagatan 22                        | 1902                                                |
|      | Grönlandet Södra 11, 12  | Adolf Fredriks Kyrkogata 12          | 1908                                                |
|      | Havsfrun 11              | Linnégatan 50, 52                    | 1903                                                |
|      | Havsfrun 15, 16          | Skeppargatan 37                      | 1906                                                |
|      | Havsfrun 29              | Linnégatan 48 A, B                   | 1903                                                |
|      | Havssvalget 17           | Storgatan 10                         | 1905                                                |
|      | Havssvalget 20           | Skeppargatan 27                      | 1904                                                |
|      | Hjorten 14               | Östermalmsgatan 60                   | 1907 (genomgripande ombyggnad)                      |
|      | Humlegårdsmästaren 3     | Kommendörsgatan 1                    | 1910 (genomgripande ombyggnad)                      |
|      | Hasseln 1                | Kungsgatan 65                        | 1916                                                |
|      | Häggen 2                 | Birger Jarlsgatan 58                 | 1916                                                |
|      | Häggen 4                 | Birger Jarlsgatan 62                 | 1916                                                |
|      | Höken 10                 | Östgötagatan 34                      | 1907                                                |
|      | Höken 21, 22             | Bondegatan 5A, 5B                    | 1907                                                |
|      | Italien större 12        | Birger Jarlsgatan 37                 | 1912                                                |
|      | Jägaren 17               | Tegnérgatan 12                       | 1908 (genomgripande ombyggnad)                      |
|      | Karlsvik 17              | Hantverkargatan 79                   | 1912                                                |
|      | Karlsvik 38              | Hantverkargatan 81–83                | 1912                                                |
|      | Karlsvik 39              | Sankt Eriksgatan 19                  | 1912                                                |
|      | Karlsvik 40              | Sankt Eriksgatan 17                  | 1912                                                |
|      | Karlsvik 41              | Sankt Eriksgatan 15                  | 1912                                                |
|      | Kejsarkronan 7           | Upplandsgatan 54                     | 1904                                                |
|      | Käpplingeholmen 6        | Hovslagargatan 5                     | 1912 (genomgripande ombyggnad)                      |
|      | Kikaren 15               | Dalagatan 18                         | 1907                                                |
|      | Klippan 10, 12           | Strandvägen 7 C, 7 A                 | 1907                                                |
|      | Klippan 11               | Artillerigatan 4                     | 1908                                                |
|      | Kulsprutan 1             | Hantverkargatan 88–90                | 1906                                                |
|      | Körsbärsträdet 11        | Hantverkargatan 55–57                | 1901                                                |
|      | Landbyska Verket 8       | Engelbrektsplan 2                    | 1914                                                |
|      | Lavetten 11              | Drottningholmsvägen 1–3              | 1905                                                |
|      | Liljan 20                | Sankt Eriksgatan 94                  | 1912                                                |
|      | Liljan 32                | Odengatan 106                        | 1910                                                |
|      | Lindansaren 18           | Saltmätargatan 7                     | 1902                                                |
|      | Lindbacken 3             | Wallingatan 30                       | 1906                                                |
|      | Lindormen 2              | Riddargatan 29, 31                   | 1902                                                |
|      | Läraren 2                | Norra Bantorget 20                   | 1904                                                |
|      | Midgård 12               | Vanadisvägen 29–31 Västmannagatan 91 | 1911                                                |
|      | Morkullan 15             | Valhallavägen 22–26                  | 1908                                                |
|      | Moroten 5                | Renstiernas gata 49–51               | 1904                                                |
|      | Muraren 8                | Birger Jarlsgatan 73–75              | 1915-16                                             |
|      | Murmästaren 9            | Hantverkargatan 21, 23               | 1906                                                |
|      | Musketören 10            | Karlaplan 12                         | 1916                                                |
|      | Nederland 11             | Götgatan 44                          | 1901                                                |
|      | Näktergalen 2            | Engelbrektsgatan 35                  | 1912 (genomgripande ombyggnad)                      |
|      | Obelisken 2              | Götgatan 83                          | 1914                                                |
|      | Oxeln 3                  | Karlavägen 14                        | 1916                                                |
|      | Piplärkan 5              | Baldersgatan 10                      | 1910                                                |
|      | Piplärkan 6              | Baldersgatan 12                      | 1910                                                |
|      | Poppeln 2, 3             | Engelbrektsgatan 25, 23              | 1912                                                |
|      | Pumpstocken 12           | Birger Jarlsgatan 15                 | 1898                                                |
|      | Renen 10 , 9             | Grev Turegatan 73, 75                | 1905                                                |
|      | Riddaren 20, 21          | Grev Turegatan 10                    | 1904                                                |
|      | Rosendal Större 21       | Hornsgatan 29 A                      | 1904                                                |
|      | Rådjuret 19              | Östermalmsgatan 68                   | 1904                                                |
|      | Rådjuret 20              | Östermalmsgatan 70–72                | 1907                                                |
|      | Rännilen 11              | Mäster Samuelsgatan 5                | 1899                                                |
|      | Rännilen 17              | Mäster Samuelsgatan 3                | 1899                                                |
|      | Sjöhästen 24             | Linnégatan 40                        | 1903                                                |
|      | Sjömannen 10             | Nybrogatan 6                         | 1912                                                |
|      | Skravelberget Större 13  | Nybrogatan 7                         | 1908                                                |
|      | Skravelberget Större 14  | Nybrogatan5 Ingmar Bergmans gata 2   | 1908                                                |
|      | Sleipner 1               | Frejgatan 40                         | 1901                                                |
|      | Snöklockan 4             | Karlbergsvägen 7                     | 1907                                                |
|      | Sparven 16, 17           | Birger Jarlsgatan 21, 23             | 1903                                                |
|      | Sperlingens Backe 56     | Grev Turegatan 7                     | 1904                                                |
|      | Sperlingens Backe 62     | Birger Jarlsgatan 18                 | 1899                                                |
|      | Stallmästaren 16         | Fredrikshovsgatan 5                  | 1904                                                |
|      | Stallmästaren 4          | Narvavägen 8                         | 1903                                                |
|      | Surbrunn 12              | Odengatan 38                         | 1901                                                |
|      | Styrmannen 35            | Styrmansgatan 12                     | 1900                                                |
|      | Styrmannen 36            | Styrmansgatan 14                     | 1916                                                |
|      | Tallen 9                 | Engelbrektsgatan 14                  | 1899                                                |
|      | Tapeten 2                | Hornsgatan 104                       | 1907                                                |
|      | Tofslärkan 10            | Tyrgatan 11                          | 1909                                                |
|      | Trojenborg 16            | Eriksbergsgatan 10                   | 1912                                                |
|      | Trojenborg 17            | Eriksbergsgatan 8 A, B               | 1912                                                |
|      | Trumpetaren 21           | Frejgatan 77                         | 1905                                                |
|      | Trädlärkan 8             | Sköldungagatan 5                     | 1909                                                |
|      | Träsket 16               | Sveavägen 48                         | 1910                                                |
|      | Ugnen 16                 | Norrbackagatan 36–38                 | 1905                                                |
|      | Uggleborg 5              | Vasagatan 20                         | 1907 (genomgripande ombyggnad)                      |
|      | Urd 1                    | Karlbergsvägen 42                    | 1911                                                |
|      | Urvädersklippan Större 1 | Götgatan 11, 13                      | 1907                                                |
|      | Valfisken 2              | Skeppargatan 20                      | 1907 (genomgripande ombyggnad)                      |
|      | Valfisken 26             | Riddargatan 23                       | 1904                                                |
|      | Valkyrian 8              | Frejgatan 58                         | 1905                                                |
|      | Vattuormen 15            | Garvargatan 3                        | 1912                                                |
|      | Vattuormen 16            | Garvargatan 1                        | 1912                                                |
|      | Vattuormen 17            | Kungsholms hamnplan 5                | 1912                                                |
|      | Vattuormen 18            | Kungsholms hamnplan 3                | 1909                                                |
|      | Vattuormen 20            | Norr Mälarstrand 22, 24              | 1907                                                |
|      | Vedbäraren 18            | Karlavägen 85                        | 1912                                                |
|      | Veterinären 12           | Karlavägen 83                        | 1912                                                |
|      | Vindruvan 7              | Hantverkargatan 18, 20               | 1912                                                |
|      | Vingråen 27              | Tegnérlunden 5                       | 1906                                                |
|      | Vingråen 34              | Tegnérgatan 45                       | 1906                                                |
|      | Vingråen 35              | Drottninggatan 85                    | 1906                                                |
|      | Ynglingen 10             | Karlavägen 58                        | 1903                                                |
|      | Ångermanland 13          | Kammakargatan 30                     | 1908                                                |
|      | Österbotten 8            | Birger Jarlsgatan 25                 | 1902                                                |

Källor:

## Byggnader utanför Stockholm i urval
- Tingshus för Hudiksvalls, Forsa och Bergsjö tingslag, 1909
- Sparbankshuset i Söderhamn, 1912–1914
- Tingshus för Mellersta Roslags domsaga, 1912
- Fackskolan för huslig ekonomi i Uppsala, 1912–1919
- Lindebergska skolan, Sankt Laurentiigatan i Lund, 1914–1916